# Gerrie Meijers
Gerrie Meijers (27 juni 1961) is een Nederlands organiste en pianiste.

## Loopbaan
Gerrie Meijers studeerde aan het Arnhems Conservatorium orgel bij Johan van Dommele en Hans van Nieuwkoop en piano bij Arthur Hartong en Jacques Hendriks. Beide studies sloot zij met onderscheiding af als Uitvoerend Musicus.
Gerrie Meijers is organist van de Remonstrantse Kerk te Haarlem. Ze vormt een orgelduo met Christine Kamp, is werkzaam als begeleider van vocalisten en heeft een uitgebreide concertpraktijk in binnen- en buitenland. Ze speelde diverse premières waaronder die van het Fukushima requiem van Zsigmond Szathmáry tijdens het openingsconcert van het Internationaal Orgelfestival Haarlem in 2012.
Daarnaast speelde zij in diverse muziektheaterproducties zoals Liefde op de Schop met zangeres Cecile Roovers en filmmaakster Verele Vorstman, de dansvoorstelling Pulse+ met dansgroep Krisztina de Châtel in het Orgelpark op muziek van György Ligeti en de muziekvoorstelling Luther van Boudewijn Tarenskeen voor bariton, koor Cappella Amsterdam en orgel.

## Prijzen
- 1994 Internationaal Orgelconcours Nijmegen
- (jaartal onbekend) concours Toulouse Les Orgues
- 2002 Zilveren medaille wegens verdiensten voor de Franse Muziek van de Société Academique Arts-Sciences-Lettres

## Discografie
- Dutch composers 'di voce', Vrouwen Kleinkoor Orpheus o.l.v. Albert Wissink, Gerrie Meijers (WVH122)
- Goldberg Variationen, Johann Sebastian Bach, Gerrie Meijers, orgel (MCD 3114)

- Gerrie Meijers bespeelt het orgel van de Evangelisch Lutherse Kerk te Haarlem (STH Records)
- Gerrie Meijers, Schyven-orgel Cathedral of Our Lady, Antwerp, Symphonie-Passion (opus 23) Marcel Dupré (Prestare)
- Orgels in Schuren en Kerkjes in Noord-Holland, Gerrie Meijers, Gonny van der Maten en Christa Hijink (De Banier)
- Orgels In Nederland 1511-1896, CD-box, Gerrie Meijers e.a. (De Banier
- Het Historische Orgel in Nederland, CD-box, Gerrie Meijers e.a. (Evangelische Omroep)